# Stazione di Isola delle Femmine
La stazione di Isola delle Femmine è una stazione ferroviaria posta sulla linea Palermo-Trapani, alla progressiva km 13+809 a servizio dell'omonimo comune; questo tratto di linea venne aperto il 1º giugno 1880
.

## Strutture e impianti
La stazione presenta tre binari passanti, di cui i primi due sono per il servizio viaggiatori ed accessibili da banchina. Sono presenti alcuni tronchi e su uno di questi erano parcheggiati alcuni vecchi carri merci, ed è presente anche un raccordo a servizio della Italcementi, ma in disuso da qualche tempo. 
Il complesso degli edifici comprende il fabbricato viaggiatori, con all'interno i servizi tecnici di stazione, la sala di attesa e la biglietteria, sul lato Palermo erano presenti, oltre una piccola aiuola, i servizi igienici, mentre dal lato Trapani è presente un edificio a due piani adibito ad abitazione. Dal lato strada, l'accesso allo scalo avviene da via Sicilia che termina con il cancello di accesso al vecchio scalo merci ormai in disuso; non è presente piazzale esterno.

## Movimento
La stazione di Isola delle Femmine è servita dai treni regionali Palermo-Trapani, e dai treni del servizio ferroviario metropolitano di Palermo diretti all'aeroporto di Punta Raisi che hanno una circolazione cadenzata; a questi treni si aggiungono quelli da e per Trapani ed, ancora, qualche treno con destinazione Carini o Castelvetrano.

## Servizi
La stazione dispone di:
- Biglietteria